# اوناغة (أوناغة)
اوناغة هي إحدى مشيخات المملكة المغربية، تتبع جغرافيا لإقليم الصويرة وإداريًا لأوناغة. يقدر عدد سكانها بـ 5980 نسمة حسب الإحصاء الرسمي للسكان والسكنى لسنة 2004.